# Wiltona
Wiltona is een geslacht van spinnen uit de familie Zoropsidae.

## Soorten
- Wiltona filicicola (Forster & Wilton, 1973)